# Qualificações para o Campeonato Europeu Sub-21 de 2019 (Grupo 1)
O Grupo 1 das qualificações para o Campeonato Europeu de Futebol Sub-21 de 2019 é formado por: República Checa, Croácia, Grécia, Moldávia, Bielorrússia e San Marino.
O vencedor do grupo se qualifica automaticamente para o Campeonato Europeu Sub-21 de 2019. Os quatro melhores segundos colocados avançam para a disputa de play-offs.

## Classificação
| Pos | Seleção      | Pts | J  | V | E | D | GP | GC | SG  |
| --- | ------------ | --- | -- | - | - | - | -- | -- | --- |
| 1   | Croácia      | 25  | 10 | 6 | 1 | 0 | 22 | 2  | +20 |
| 2   | Grécia       | 25  | 10 | 5 | 1 | 1 | 21 | 5  | +16 |
| 3   | Tchéquia     | 16  | 10 | 3 | 1 | 2 | 10 | 12 | −2  |
| 4   | Bielorrússia | 14  | 10 | 3 | 1 | 2 | 8  | 6  | +2  |
| 5   | Moldávia     | 7   | 10 | 1 | 0 | 6 | 5  | 20 | −15 |
| 6   | San Marino   | 0   | 10 | 0 | 0 | 7 | 1  | 22 | −21 |

|                  | BLR | CRO | GRE | MDA | CZE | SMR |
| ---------------- | --- | --- | --- | --- | --- | --- |
| Bielorrússia     |     | 0–4 | 0–2 | 3–1 | 1–1 | 1–0 |
| Croácia          | 2–1 |     | 2–0 | 4–0 | 5–1 | 5–0 |
| Grécia           | 2–0 | 1–1 |     | 5–1 | 3–0 | 4–0 |
| Moldávia         | 2–2 | 0–3 | 0–2 |     | 1–3 | 1–0 |
| República Tcheca | 1–1 | 2–1 | 1–2 | 1–0 |     | 3–1 |
| San Marino       | 0–2 | 0–4 | 0–5 | 0–2 | 0–2 |     |

## Partidas
| 7 de junho de 2017 | Bielorrússia         | 1 – 0     | San Marino | Traktor, Minsk             |
| 18:00              | Antilevsky 52' (pen) | Relatório |            | Árbitro: AZE Omar Pashayev |

| 13 de junho de 2017 | San Marino | 0 – 2     | Moldávia          | San Marino Stadium, Serravalle |
| 20:30               |            | Relatório | Damașcan 23', 48' | Árbitro: KOS Genc Nuza         |

| 31 de agosto de 2017 | Moldávia | 0 – 3     | Croácia                     | Stadionul Zimbru, Chișinău         |
| 19:00                |          | Relatório | Ćorić 4' · Brekalo 43', 61' | Árbitro: LAT Aleksandrs Anufrijevs |

| 1 de setembro de 2017 | Bielorrússia | 0 – 2     | Grécia                           | Haradski Stadium, Borisov   |
| 18:00                 |              | Relatório | Galanopoulos 10' · Koulouris 79' | Árbitro: AUT Markus Hameter |

| 4 de setembro de 2017 | Grécia                                                                        | 5 – 1     | Moldávia    | Estádio Peristeri, Atenas       |
| 17:30                 | Galanopoulos 7' · Koulouris 45+2', 57' · Manthatis 47' · Androutsos 78' (pen) | Relatório | Cărăruș 34' | Árbitro: MNE Jovan Kaludjerović |

| 5 de setembro de 2017 | Tchéquia | 1 – 1     | Bielorrússia | Stadion Střelnice, Jablonec nad Nisou |
| 18:00                 | Černý 8' | Relatório | Shibun 90+3' | Árbitro: GEO Lasha Silagava           |

| 5 de outubro de 2017 | Croácia                      | 2 – 1     | Bielorrússia | NK Varaždin, Varaždin  |
| 18:00                | Šimić 90+3' · Benković 90+6' | Relatório | Bakhar 48'   | Árbitro: DEN Jens Maae |

| 5 de outubro de 2017 | Moldávia | 0 – 2     | Grécia                       | Stadionul Zimbru, Chișinău |
| 18:00                |          | Relatório | Saliakas 67' · Koulouris 84' | Árbitro: LUX Sven Bindels  |

| 9 de outubro de 2017 | Croácia                                               | 5 – 1     | Tchéquia    | NK Varaždin, Varaždin      |
| 18:00                | Karačić 9' · Vlašić 36', 81' · Brekalo 47' · Moro 63' | Relatório | Mihálik 70' | Árbitro: TUR Mete Kalkavan |

| 10 de outubro de 2017 | Bielorrússia                           | 3 – 1     | Moldávia      | Haradski Stadium, Borisov  |
| 18:00                 | Antilevski 70', 88' (pen) · Volkov 73' | Relatório | Pavlovets 32' | Árbitro: ARM Suren Baliyan |

| 10 de outubro de 2017 | San Marino | 0 – 5     | Grécia                                                                       | San Marino Stadium, Serravalle |
| 20:30                 |            | Relatório | Karachalios 35' · Koulouris 43' · Vergos 73' · Androutsos 79' · Katranis 81' | Árbitro: KAZ Alexandr Aliyev   |

| 8 de novembro de 2017 | Croácia                                            | 5 – 0     | San Marino | SRC Velika Gorica, Velika Gorica |
| 14:00                 | Jakoliš 45', 69', 80' · Bočkaj 60' · Brekalo 90+3' | Relatório |            | Árbitro: GEO Georgi Vadachkoria  |

| 11 de novembro de 2017 | Tchéquia                   | 3 – 1     | San Marino      | Městský Stadion, Ústí nad Labem |
| 15:30                  | Zajíc 63', 76' · Sáček 71' | Relatório | D'Addario 90+3' | Árbitro: RUS Mikhail Vilkov     |

| 13 de novembro de 2017 | Grécia        | 1 – 1     | Croácia     | Stadio Toumba, Salonica   |
| 15:30                  | Manthatis 65' | Relatório | Brekalo 74' | Árbitro: ENG Craig Pawson |

| 14 de novembro de 2017 | Moldávia          | 1 – 3     | Tchéquia                             | Stadionul Zimbru, Chișinău   |
| 16:00                  | A. Macriţchii 11' | Relatório | Provod 15' · Bačo 59' · Knejzlík 71' | Árbitro: IRL Robert Hennessy |

## Artilheiros
5 gols (2)
- CRO Josip Brekalo
- GRE Efthimis Koulouris

3 gols (2)
- BLR Dmitri Antilevski
- CRO Marin Jakoliš

2 gols (6)
- CRO Nikola Vlašić
- CZE Tomáš Zajíc
- GRE Konstantinos Galanopoulos
- GRE Thanasis Androutsos
- GRE Giorgos Manthatis
- MDA Vitalie Damașcan

1 gol (18)
- BLR Ivan Bakhar
- BLR Mikhail Shibun
- BLR Zakhar Volkov
- CRO Ante Ćorić
- CRO Filip Benković
- CRO Fran Karačić
- CRO Lorenco Šimić
- CRO Nikola Moro
- CRO Petar Bočkaj
- CZE Ondřej Mihálik
- CZE Václav Černý
- CZE Michal Sáček
- GRE Alexandros Katranis
- GRE Manolis Saliakas
- GRE Nikolas Vergos
- GRE Zisis Karachalios
- MDA Ion Cărăruș
- SMR Alessandro D'Addario

Gol contra (1)
- BLR Aleksandr Pavlovets (para a  Moldávia)